# (473068) 2015 HF94
(473068) 2015 HF94 es un asteroide perteneciente al cinturón de asteroides, descubierto el 25 de diciembre de 2005 por el equipo del Spacewatch desde el Observatorio Nacional de Kitt Peak, Arizona, Estados Unidos.

## Designación y nombre
Designado provisionalmente como 2015 HF94.

## Características orbitales
2015 HF94 está situado a una distancia media del Sol de 2,494 ua, pudiendo alejarse hasta 2,741 ua y acercarse hasta 2,247 ua. Su excentricidad es 0,099 y la inclinación orbital 4,553 grados. Emplea 1439 días en completar una órbita alrededor del Sol.

## Características físicas
La magnitud absoluta de 2015 HF94 es 17,4.